# Mercedes Benz (Janis Joplin)
Mercedes Benz is een a capella lied uit 1970 geschreven door de Amerikaanse zangeres Janis Joplin met medewerking van Michael McClure en Bob Neuwirth.

## Janis Joplin
Mercedes Benz, ook bekend als The Politician, is een a capella liedje gezongen door Janis Joplin waarin ze de Heer vraagt voor haar een Mercedes-Benz, een kleurentelevisie en een "night on the town" te kopen. Mercedes Benz is het laatste nummer dat Janis Joplin opnam, voordat ze op 4 oktober 1970 overleed. Het nummer bereikte de Nederlandse en Vlaamse hitparades niet. Het komt wel in de jaarlijks Radio 2 Top 2000 voor waar het met 1 minuut en 45 seconden het kortste lied van deze jaarlijkse lijst is.

### Hitnotering

#### NPO Radio 2 Top 2000
| Nummer met noteringen in de NPO Radio 2 Top 2000 | '99 | '00 | '01 | '02 | '03 | '04 | '05 | '06 | '07 | '08 | '09 | '10 | '11 | '12 | '13 | '14 | '15  | '16 | '17 | '18 | '19  | '20  | '21  | '22  | '23  | '24  |
| ------------------------------------------------ | --- | --- | --- | --- | --- | --- | --- | --- | --- | --- | --- | --- | --- | --- | --- | --- | ---- | --- | --- | --- | ---- | ---- | ---- | ---- | ---- | ---- |
| Mercedes Benz                                    | 761 | 704 | 798 | 936 | 708 | 660 | 735 | 675 | 883 | 717 | 716 | 591 | 654 | 780 | 806 | 848 | 1027 | 907 | 883 | 870 | 1073 | 1123 | 1238 | 1348 | 1483 | 1335 |

1. ↑  Een vetgedrukt getal geeft de hoogste notering aan.

## T-Spoon & Jean Shy
In 1995 bracht de Nederlandse pop/dance-formatie T-Spoon & Jean Shy een dance versie van het nummer uit. Het bereikte de zevende plaats in de Nederlandse Single Top 100 en de achtste plaats in de Nederlandse Top 40. In de Vlaamse Radio 2 Top 30 kwam hij niet verder dan nummer 28.

### Hitnoteringen

#### Nederlandse Top 40
| Hitnotering: 04-02-1995 t/m 01-04-1995 | Hitnotering: 04-02-1995 t/m 01-04-1995 | Hitnotering: 04-02-1995 t/m 01-04-1995 | Hitnotering: 04-02-1995 t/m 01-04-1995 | Hitnotering: 04-02-1995 t/m 01-04-1995 | Hitnotering: 04-02-1995 t/m 01-04-1995 | Hitnotering: 04-02-1995 t/m 01-04-1995 | Hitnotering: 04-02-1995 t/m 01-04-1995 | Hitnotering: 04-02-1995 t/m 01-04-1995 | Hitnotering: 04-02-1995 t/m 01-04-1995 | Hitnotering: 04-02-1995 t/m 01-04-1995 |
| Week:                                  | 1                                      | 2                                      | 3                                      | 4                                      | 5                                      | 6                                      | 7                                      | 8                                      | 9                                      |                                        |
| -------------------------------------- | -------------------------------------- | -------------------------------------- | -------------------------------------- | -------------------------------------- | -------------------------------------- | -------------------------------------- | -------------------------------------- | -------------------------------------- | -------------------------------------- | -------------------------------------- |
| Positie:                               | 32                                     | 19                                     | 11                                     | 9                                      | 8                                      | 11                                     | 13                                     | 22                                     | 30                                     | uit                                    |

### NederlandseSingle Top 100
| Hitnotering: 04-02-1995 t/m 15-04-1995 | Hitnotering: 04-02-1995 t/m 15-04-1995 | Hitnotering: 04-02-1995 t/m 15-04-1995 | Hitnotering: 04-02-1995 t/m 15-04-1995 | Hitnotering: 04-02-1995 t/m 15-04-1995 | Hitnotering: 04-02-1995 t/m 15-04-1995 | Hitnotering: 04-02-1995 t/m 15-04-1995 | Hitnotering: 04-02-1995 t/m 15-04-1995 | Hitnotering: 04-02-1995 t/m 15-04-1995 | Hitnotering: 04-02-1995 t/m 15-04-1995 | Hitnotering: 04-02-1995 t/m 15-04-1995 | Hitnotering: 04-02-1995 t/m 15-04-1995 | Hitnotering: 04-02-1995 t/m 15-04-1995 |
| Week:                                  | 1                                      | 2                                      | 3                                      | 4                                      | 5                                      | 6                                      | 7                                      | 8                                      | 9                                      | 10                                     | 11                                     |                                        |
| -------------------------------------- | -------------------------------------- | -------------------------------------- | -------------------------------------- | -------------------------------------- | -------------------------------------- | -------------------------------------- | -------------------------------------- | -------------------------------------- | -------------------------------------- | -------------------------------------- | -------------------------------------- | -------------------------------------- |
| Positie:                               | 37                                     | 22                                     | 14                                     | 9                                      | 8                                      | 7                                      | 9                                      | 11                                     | 16                                     | 28                                     | 45                                     | uit                                    |

### VlaamseRadio 2 Top 30
| Hitnotering: 11-03-1995 t/m 16-03-1995 | Hitnotering: 11-03-1995 t/m 16-03-1995 | Hitnotering: 11-03-1995 t/m 16-03-1995 | Hitnotering: 11-03-1995 t/m 16-03-1995 |
| Week:                                  | 1                                      | 2                                      |                                        |
| -------------------------------------- | -------------------------------------- | -------------------------------------- | -------------------------------------- |
| Positie:                               | 30                                     | 28                                     | uit                                    |

## Andere versies
- 1970: Dave Clark & Friends
- 1971: Elton John
- 1972: Goose Creek Symphony
- 1980: Klaus Lage
- 1990: Taj Mahal
- 1992: Mitsou
- 1994: Bob Rivers
- 1997: Spagna
- 1998: Gilby Clarke
- 1999: Eläkeläiset
- 1999: Miki Sawaguchi
- 2009: Kendel Carson
- 2010: Jon Boden
- 2010: Jackyl